# 米科拉伊夫卡 (蘇梅區)
50°56′29″N 34°22′43″E / 50.94139°N 34.37861°E

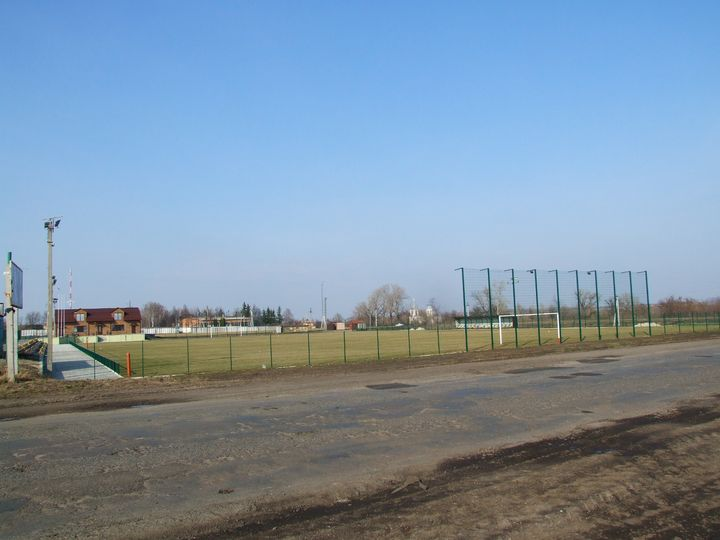
体育场

米科拉伊夫卡（烏克蘭語：Миколаївка），是烏克蘭東北部蘇梅州蘇梅區的米科拉伊夫卡镇级市镇的鎮及其行政中心。處於比洛皮利亞以南36公里的維爾河畔，始建於十七世紀初期，2014年人口4,302。